# Ulopeza disjunctalis
Ulopeza disjunctalis là một loài bướm đêm trong họ Crambidae.